# Juan Ramón Ezeiza
Juan Ramón Ezeiza (en su época: Juan Ramón de Ezeyza Alvares) (Gualeguay, Entre Ríos, 1798 - Buenos Aires, enero de 1864) fue un estanciero y coronel argentino, que participó en las guerras civiles en la provincia de Buenos Aires.

## Biografía
En su juventud fue un pequeño estanciero de su provincia natal. Se destacó como oficial del ejército provincial en las luchas contra Buenos Aires. Acompañó al caudillo Eusebio Hereñú en su defección de 1818, y se incorporó al ejército de la provincia de Buenos Aires hasta 1822, en que obtuvo la baja del mismo.
Aprovechó la ley de enfiteusis del gobierno de Martín Rodríguez para comprar una estancia en el partido de Dolores, la Estancia del Durazno. Tuvo un importante desarrollo ganadero y llegó a ser muy rico e influyente. Era juez de paz del Partido de Mar Chiquita en el momento de producirse el bloqueo francés al Río de la Plata, en el año 1838. Como a los demás ganaderos, este le causó algunos problemas económicos; por otro lado, la presión moral ejercida por los oficiales federales lo volcó a la oposición.
Se unió a la revolución de los Libres del Sur, dirigida por Pedro Castelli, Ambrosio Crámer y Manuel Rico, y convenció a sus peones de que iban a luchar en defensa de Rosas, con lo cual reunió en Dolores una gran cantidad de gauchos, entre empleados suyos y vecinos. Con ellos se trasladó, junto al resto del ejército, hasta Chascomús, donde fueron atacados por tropas del gobierno. Antes de iniciarse la Batalla de Chascomús, el jefe enemigo se identificó como Prudencio Rosas, hermano del Restaurador, y muchos gauchos abandonaron el ejército. Fueron completamente derrotados.
Ezeiza huyó del campo de batalla acompañando al coronel Castelli, que se detuvo a descansar junto a la Laguna del Durazno, donde estaba la estancia. Allí fue alcanzado y decapitado por una partida federal, mientras Ezeiza salvaba su vida por casualidad. Huyó al Uruguay.
Regresó a su estancia años más tarde, y no fue molestado hasta el final del gobierno de Rosas.
Apoyó la revolución del 11 de septiembre de 1852 y la segregación del Estado de Buenos Aires. Apoyó militar y económicamente a las fuerzas porteñas que apoyaron al gobierno contra las fuerzas de Hilario Lagos, y participó en la Batalla de San Gregorio, derrota porteña, en la que fue tomado prisionero. Durante todo el Sitio de Buenos Aires permaneció preso en Flores.
En los años siguientes se exilió en Entre Ríos, y volvió a Buenos Aires después de la Batalla de Cepeda y del Pacto de San José de Flores. Falleció en Buenos Aires en 1864.
La localidad de Ezeiza, cercana a la ciudad de Buenos Aires, lleva por nombre su apellido en honor de su hijo José María; por lo mismo, lleva su nombre el Aeropuerto Internacional de Ezeiza, puerta de entrada internacional de la capital argentina.